# 27130 Dipaola
27130 Dipaola (1998 XA3) là một tiểu hành tinh vành đai chính được phát hiện ngày 8 tháng 12 năm 1998 bởi A. Boattini và M. Tombelli ở San Marcello Pistoiese.